# Cucullia fuchsiana
Cucullia fuchsiana là một loài bướm đêm trong họ Noctuidae.